# Josh Steel
Joshua Dylan Steel (Harlow, Essex; 14 de enero de 1997) es un baloncestista profesional británico. Se desempeña en la posición de escolta y actualmente juega en los Surrey Scorchers de la British Basketball League. Representa internacionalmente a la selección de Gran Bretaña.

## Trayectoria
Steel se formó en la Barking Abbey Basketball Academy. En 2012, con sólo 14 años, debutó en la National Basketball League de Inglaterra con los Essex Leopards. Luego de esa experiencia integraría la plantilla de los Kent Crusaders de la misma liga por las siguientes dos temporadas. 
En 2015 fue reclutado por los Duquesne Dukes de los Estados Unidos, por lo que jugó dos años en la Atlantic 10 Conference de la División I de la NCAA.
Regresó a su país en 2017 para sumarse a los Surrey Scorchers y jugar en la British Basketball League, la máxima categoría del baloncesto profesional en las islas británicas. Comenzó la temporada 2018-19 en las filas del mismo equipo, promediando  13,6 puntos, 7,4 rebotes y 4,1 asistencias por partido. 
Esos números llamaron la atención fuera de su país, por lo que en enero de 2019 fue fichado por el Força Lleida Club Esportiu de la LEB Oro de España. Steel permaneció dos años más en tierras españolas, pero jugando en la Liga LEB Plata con el CB Morón primero y luego con el CB Ciudad de Ponferrada.
En julio de 2021 se anunció su regresó a la BBL, pero esta vez como ficha de los Manchester Giants.

## Selección nacional
Steel representó a Inglaterra en el Eurobasket Sub-16 y Sub-18, y a Gran Bretaña en el Sub-20.
En 2019 recibió su primera convocatoria para jugar por Gran Bretaña en la clasificación para el Eurobasket 2022.